# Marek Kwieciński
Marek Kwieciński (ur. 20 czerwca 1965) – polski siatkarz i trener siatkówki, trzykrotny mistrz Polski (1990, 1994, 1995), reprezentant Polski. Absolwent Akademii Wychowania Fizycznego w Gdańsku na kierunku trenerskim. 

## Kariera sportowa

### Kariera klubowa
Był zawodnikiem KKS Kluczbork (1982–1984 i 1985/1986), WKS Wieluń (1984/1985), Stali Nysa (1986/1987). Z nyskim debiutował w ekstraklasie, ale jego zespół zajął ostatnie miejsce w rozgrywkach i spadł do II ligi. Od 1987 reprezentował barwy AZS Częstochowa, zdobywając mistrzostwo Polski w 1990, wicemistrzostwo Polski w 1991 i 1992. W sezonie 1992/1993 występował w tureckiej drużynie PTT Ankara, następnie powrócił do AZS Częstochowa i wywalczył mistrzostwo Polski w 1994 i 1995 oraz brązowy medal MP w 1996. W 1995 został przez Przegląd Sportowy wybrany najlepszym zawodnikiem ligi. W latach 1996–1998 reprezentował barwy zespołu Kazimierz Płomień Sosnowiec, w latach 1998–2001 Skry Bełchatów, z którą w sezonie 1999/2000 występował w ekstraklasie. Karierę zawodniczą zakończył w 2001.

### Kariera reprezentacyjna
W latach 1987–1990 wystąpił 36 razy w reprezentacji Polski seniorów.

### Kariera trenerska
Po zakończeniu kariery zawodniczej pracował jako trener grup młodzieżowych w Skrze Bełchatów i Omedze Kleszczów. Jest koordynatorem Regionu Zachód Siatkarskich Ośrodków Szkolnych PZPS i Komisarzem PLS. Jest trenerem i prezesem powstałego w 2001 klubu Korona Bełchatów (przeniesionego w 2021 do Olesna).